# Macaroni (moda)

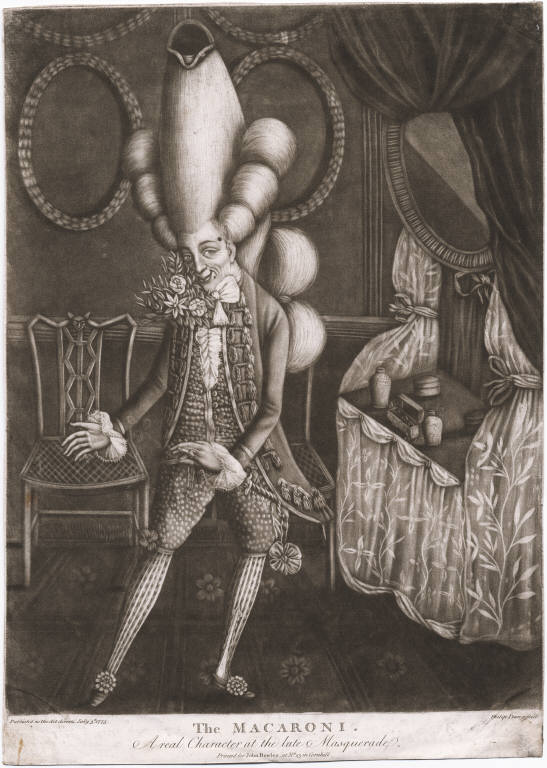
The Macaroni. A Real Character at the Late Masquerade (1773), incisione satirica di Philip Dawe

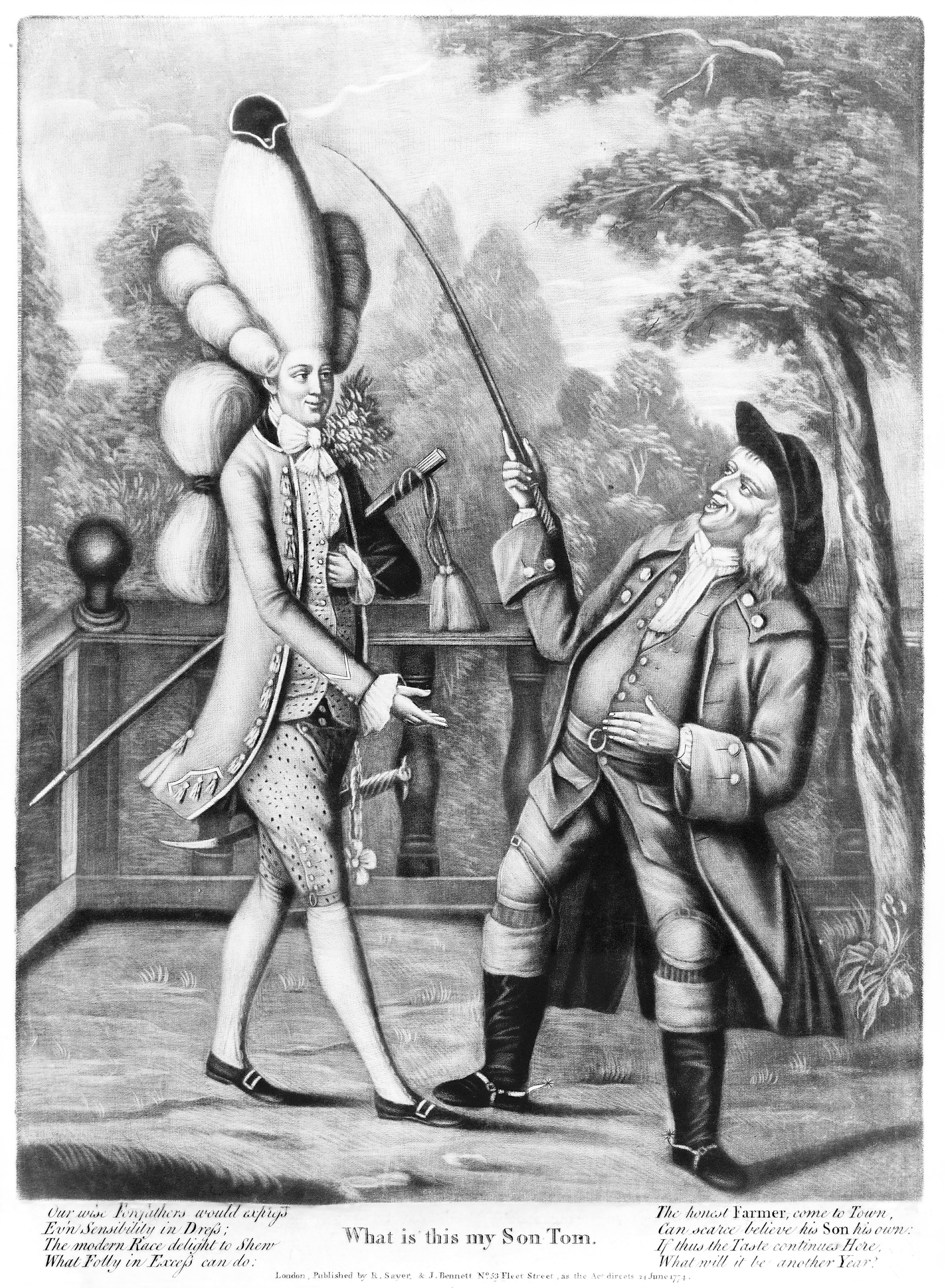
Poema con caricatura sulla moda macaroni (1774)

Per macaroni (lett. "maccheroni") si intende un soggetto di sesso maschile che, nella Gran Bretagna del XVIII secolo, si vestiva e poneva in modo estremamente affettato e femmineo.

## Storia

### Etimologia e origini
Durante il XVIII secolo, una volta diventati maggiorenni, i ricchi britannici prendevano parte al Grand Tour, che aveva tra le molte mete anche l'Italia. Molti di loro, quando giungevano sulla penisola, svilupparono una passione per i maccheroni, un tipo di pasta che era allora poco nota in Gran Bretagna. All'epoca girò voce che molti di essi appartenessero al Macaroni Club, fondato nel 1764 dai reduci dal Grand Tour. Questi giovani sostenevano che tutto ciò che era di moda era very maccaroni (lett. "molto maccherone").
Non sembrano esserci delle correlazioni tra il termine macaroni e l'italiano "maccherone" che, in senso figurato, viene anche usato come sinonimo di "stupido" o "sciocco".

### Diffusione e accoglienza
I macaroni definirono un loro codice di abbigliamento: indossavano un cappotto corto e aderente, calze colorate, scarpe con grandi fibbie e una "macaroni cravat" in mussola e pizzo, ideata e diffusa negli anni sessanta del Settecento. Spesso portavano un vistoso mazzo di fiori sul lato sinistro del petto o sulla spalla del cappotto e una parrucca alta e incipriata con tricorno molto piccolo. In una sua lettera rivolta a un amico del 1764, l'autore Horace Walpole scrisse che il Macaroni Club (ovvero l'Almack's) era «composto da tutti i giovani viaggiatori dai lunghi riccioli con dei cannocchiali».

A causa degli abiti azzimati che portavano e il loro comportamento effeminato, i macaroni erano derisi, ridotti a macchiette ed oggetto di satira. Nel 1773, durante una sua tournée in Scozia, James Boswell disse a Samuel Johnson che era un «londinese delicato; un macaroni che non sa cavalcare». In una citazione dell'Oxford Magazine del 1770 è scritto:
 Si sospettava che essi fossero omossessuali e venivano citati nei discorsi pubblici contro la sodomia. Lo storico del design Peter McNeil sostiene che vi sia un trait d'union tra i macaroni e gli appartenenti alla sottocultura Molly. Stando a una sua teoria non condivisa all'unanimità, «alcuni macaroni potrebbero aver ripreso certi aspetti dell'alta moda per influenzare le nuove identità di classe, ma altri di essi potrebbero aver voluto rivendicare quella che noi oggi definiremmo un'identità queer.»
Molti critici sostengono che i essi simboleggino diversi cambiamenti a livello politico, per quanto riguarda la coscienza di classe, la nascita di nuovi nazionalismi, la mercificazione e il capitalismo dei consumi.
I macaroni sono considerati immediati precursori del dandismo, un fenomeno di costume nato durante l'età della Reggenza e che ha anche caratterizzato l'epoca vittoriana.

## Nella cultura di massa
- Nell'opera teatrale Ella si umilia per vincere (1773) di Oliver Goldsmith, Marlow si autocommisera definendosi un maccaroni.
- Il termine macaroni compare nella canzone popolare Yankee Doodle.